# Reikosiella insularis
Reikosiella insularis är en stekelart som först beskrevs av Girault 1915.  Reikosiella insularis ingår i släktet Reikosiella och familjen hoppglanssteklar. Inga underarter finns listade i Catalogue of Life.